# Невероятно уменьшающийся человек
«Невероя́тно уменьша́ющийся челове́к» (англ. The Incredible Shrinking Man) — научно-фантастический фильм 1957 года режиссёра Джека Арнольда, снятый по роману Ричарда Мэтисона «Путь вниз». Фильм получил первую премию «Хьюго» за лучшую постановку, учреждённую в 1958 году.
Идея оригинального романа Ричарда Мэтисона, по которому снят фильм, была вдохновлена сценой из «Сделаем это снова», где персонаж Рэя Милланда выходит из квартиры не в той шляпе. Она оказывается слишком велика для героя.

## Сюжет
Скотт Кэри попадает под брызги инсектицида, которые вкупе с воздействием радиации заставляют его организм уменьшаться. Лекарства, которые прописывают врачи, не работают, и Скотт начинает бояться, что со временем исчезнет — превратится в ничто. Он отдаляется от жены. Скотт становится всё меньше, пока не становится ростом с карлика, затем начинает жить в кукольном доме. Для невероятно уменьшившегося человека смертельными опасностями оказываются кошка, потоки воды из неисправного котла, живущий в подвале дома паук. Но в конце фильма герой понимает, что размеры — это условность, существующая лишь в его сознании, что природа существует в бесконечном множестве измерений, и с точки зрения Вселенной он никогда не уменьшится до невозможной величины.

## В ролях
- Грант Уильямс — Скотт Кэри (англ. Scott Carey)
- Рэнди Стюарт — Луиза Кэри (англ. Louise Carey)
- Эйприл Кент — Кларисса (англ. Clarice)
- Пол Лэнгтон — Чарли Кэри (англ. Charlie Carey)
- Рэймонд Бейли — Доктор Томас Сильвер (англ. Thomas Silver)
- Уильям Шаллерт — Доктор Артур Брэмсон (англ. Arthur Bramson)

## Продолжение
Автор романа «Путь вниз» Мэтисон выступил сценаристом в данном фильме, а также написал сценарий для сиквела — «Фантастическая маленькая девочка» (англ. Fantastic Little Girl), хотя фильм так и не был снят. В нём жена Скотта Луиза (Лу) следует за ним в микромир.